# (7896) Švejk
(7896) Švejk, désignation internationale (7896) Svejk, est un astéroïde de la ceinture principale.

## Description
(7896) Svejk est un astéroïde de la ceinture principale. Il fut découvert le 1er mars 1995 à l'Observatoire Kleť par Zdeněk Moravec. Il présente une orbite caractérisée par un demi-grand axe de 3,14 UA, une excentricité de 0,14 et une inclinaison de 1,9° par rapport à l'écliptique.

## Compléments